# Antonio García Tapia
Antonio García Tapia (Ayllón, 22 de mayo de 1875-Madrid,  24 de septiembre de 1950) fue un médico español, especializado en otorrinolaringología. Presidente del Ilustre Colegio Oficial de Médicos de Madrid e impulsor de la Fundación de Riaza.

## Biografía

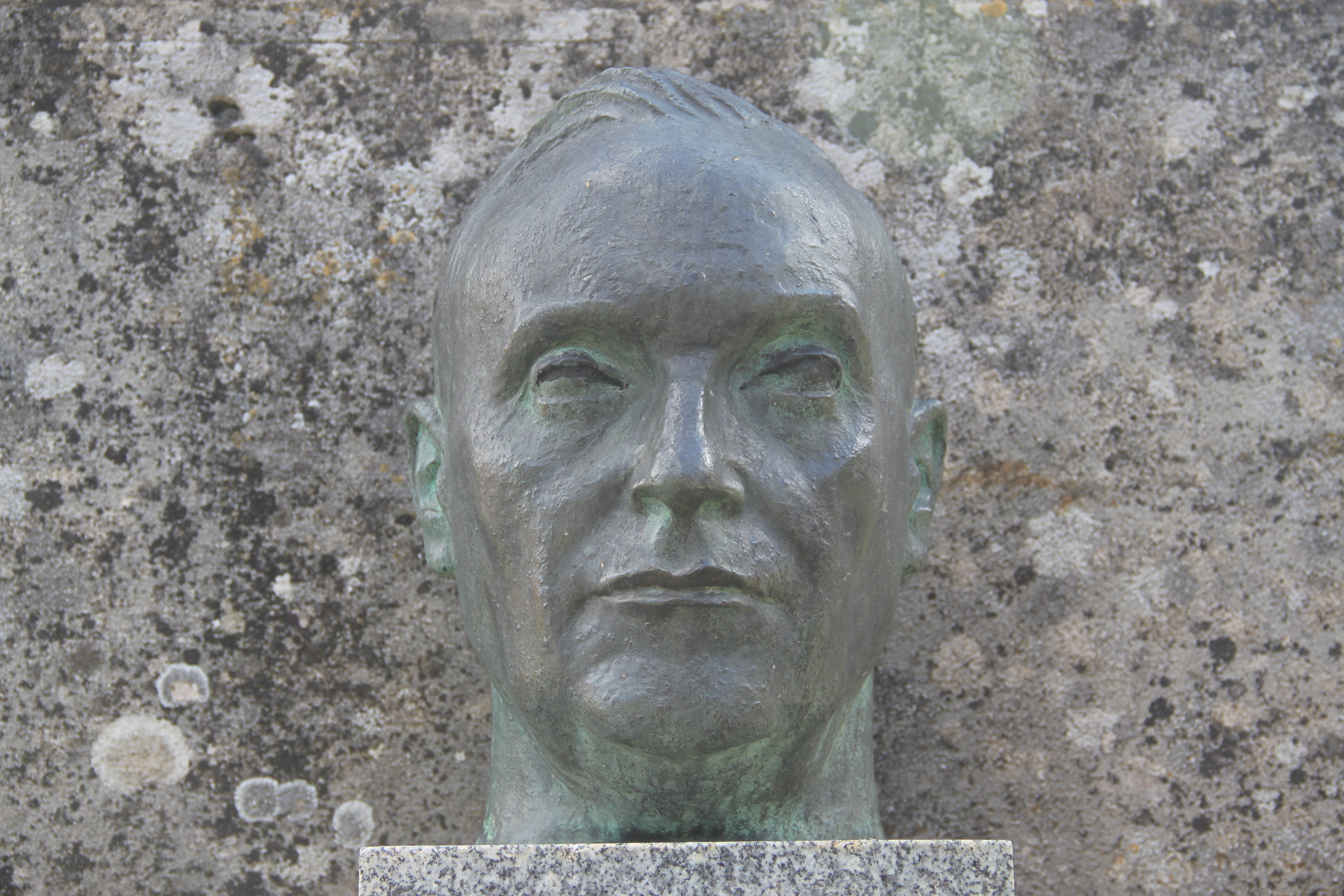
Cabeza de bronce del Doctor García Tapia en su monumento en Riaza, obra de Emiliano Barral (1935).

Nació en la localidad segoviana de Ayllón en 1875, hijo de un médico rural. Tras realizar sus estudios básicos en el seminario de Sigüenza, Antonio García Tapia emigró a Madrid para estudiar medicina en la Universidad de Madrid, donde se doctoró en 1896. Pasó tres años más recorriendo varias universidades europeas profundizando en el estudio de la otorrinolaringología, especialidad en la que se introdujo de la mano de Luciano Barajas.
En 1898 entró a formar parte del contingente español dentro de la guerra hispanoamericana, destinado a Filipinas como médico de la Armada española. En este destino enfermó de fiebre amarilla. Tras su recuperación pidió la excedencia y volvió a Madrid, donde contrajo matrimonio y comenzó a trabajar como otorrinolaringólogo y a dar clases.
En 1904 describió en la Academia Médico-Quirúrgica Española un síndrome debido generalmente a traumatismos en la región cervical, que se conoce con el nombre de síndrome de Tapia, y se incorporó por aquel entonces a los tratados de la especialidad. En 1906 ingresó como médico en la Beneficencia Municipal de Madrid, creando el Dispensario de Otorrinolaringología. Fue médico del Instituto Rubio. Construyó un sanatorio privado, Villa Luz, que se convirtió en un instituto para la enseñanza de otorrinolaringología en el mundo hispano. 
Fue fundador de la Revista Española y Americana de Otorrinolaringología, cuyo primer número apareció en 1910, presidente del Ilustre Colegio Oficial de Médicos de Madrid, entre 1915 y 1917, y Presidente de la Academia de Medicina de Madrid. Presentó en el Congreso de París de 1922 una ponencia sobre el cáncer de la laringe y su tratamiento mediante laringuectomía.
Apreció la importancia de la medicina en zonas rurales, por lo que fundó en la localidad segoviana de Riaza, próxima a su natal Ayllón, un hospital-dispensario dedicado a los pobres y como Escuela de Médicos Rurales, inaugurado el 8 de septiembre de 1935, regida la institución denominada Fundación de Riaza.
Murió en Madrid en 1950.